# Макаровка (Чекмагушівський район)
Мака́ровка (рос. Макаровка, башк. Маҡар) — присілок у складі Чекмагушівського району Башкортостану, Росія. Входить до складу Юмашевської сільської ради.
Населення — 52 особи (2010; 75 у 2002).
Національний склад:
- чуваші — 96 %